# Ngày Malaysia
Ngày Malaysia (tiếng Mã Lai: Hari Malaysia) là một ngày lễ tổ chức hàng năm vào ngày 16 tháng 9 ở Malaysia nhằm tưởng nhớ ngày thành lập Liên bang Malaysia vào năm 1963 trên cơ sở hợp nhất Liên bang Mã Lai, Bắc Borneo, Sarawak và Singapore. Ban đầu người ta dự định tổ chức lễ lập quốc vào ngày 1 tháng 6 năm 1963 nhưng về sau đã trì hoãn đến 31 tháng 8 năm 1963 cho trùng với Hari Merdeka lần thứ sáu. Tuy nhiên, một số vấn đề liên quan đến những lời phản đối thành lập Malaysia từ phía Indonesia và Philippines đã khiến ngày này dời đến tận ngày 16 tháng 9 cùng năm. Sự trì hoãn này cũng nhằm mục đích tạo điều kiện để Liên Hợp Quốc có thời gian thực hiện trưng cầu dân ý ở Bắc Borneo (nay là Sabah) và Sarawak liên quan đến việc gia nhập của hai bang này vào liên bang mới.
Sự thành lập Malaysia dựa trên việc đệ trình Dự luật Malaysia lên Quốc hội vào ngày 9 tháng 7 năm 1963 và lời ưng thuận từ phía vua Malaysia vào ngày 29 tháng 8 năm 1963.
Trước khi Malaysia thành lập, Sarawak đã lập được chính quyền chuyển tiếp vào ngày 22 tháng 7 năm 1963 trong khi Singapore và Bắc Borneo bắt đầu nhận chuyển giao quyền quản lý từ Vương quốc Liên hiệp Anh và Bắc Ireland vào ngày 31 tháng 8 năm 1963, trùng với lễ kỉ niệm Hari Merdeka (Quốc khánh) lần thứ sáu.
Ngày Malaysia trở thành ngày nghỉ lễ kể từ năm 2010. Điều này có nghĩa là từ đây Malaysia có hai ngày nghỉ lễ kỉ niệm nền độc lập.